# Giovanni Malagodi
Giovanni Francesco Malagodi (Londra, 12 ottobre 1904 – Roma, 17 aprile 1991) è stato un politico italiano, presidente del Senato della Repubblica per alcuni mesi nel 1987.
Fu uno degli esponenti maggiori del Partito Liberale Italiano, di cui fu segretario nazionale dal 1954 al 1972, presidente (1972-1977) e presidente onorario dal 1977 al 1985.

## Biografia
Figlio del giornalista e deputato giolittiano Olindo Malagodi, di antica famiglia di proprietari terrieri della Bassa padana, fu dirigente di primissimo piano della Banca Commerciale Italiana dagli anni trenta (e diretto collaboratore di Raffaele Mattioli nella rifondazione della banca in quegli anni) e in tale veste divenne nel dopoguerra rappresentante italiano presso l'Organizzazione per la Cooperazione Economica Europea (OECE).
Negli anni antecedenti alla seconda guerra mondiale, il 'salotto' di Raffaele Mattioli, presso la sua abitazione in via Bigli al numero 15 a Milano, ospitava il meglio dell'intellighenzia antifascista del periodo: i letterati Angelandrea Zottoli e Francesco Flora, il giornalista Gino Scarpa, Antonello Gerbi, gli architetti Gigiotti Zanini e Giuseppe De Finetti, l'Avvocato Adolfo Tino, Ugo La Malfa, Nino Levi, Giorgio di Veroli e molti altri, compresi naturalmente lo stesso Malagodi, i familiari di Mattioli e Riccardo Bacchelli, scrittore e autore del Mulino del Po.
In questo contesto Malagodi poté approfondire rapporti di amicizia con personaggi che diventeranno elementi di primo piano nella politica e nella società dell'Italia Repubblicana, tutti appartenenti sostanzialmente all'area liberaldemocratica (Azionisti, Repubblicani, Liberali). Entrò in politica nel PLI nel 1953, portato da Enzo Storoni che a quell'epoca era uno degli esponenti più in vista del partito. L'anno successivo, fu eletto segretario del partito.
Durante la sua segreteria il PLI attenuò il richiamo alla tradizione risorgimentale italiana, che si incarnava soprattutto in Benedetto Croce, Vittorio Emanuele Orlando e nelle altre personalità politiche già in auge prima dell'avvento del fascismo, e si connotò più marcatamente come vicino agli interessi di Confindustria. In particolare, Malagodi si oppose con veemenza all'apertura a sinistra della Democrazia Cristiana verso i socialisti. Nonostante la scissione della sinistra interna, che nel 1955 diede vita al Partito Radicale, alle elezioni politiche del 1963 il partito raggiunse il 7% dei consensi, miglior risultato elettorale della sua storia (post 1945).
Indubbiamente un mutamento antropologico nella politica del Partito Liberale di cui Malagodi si fece "sponsor". L'uomo, come detto più sopra, era estremamente colto e proveniente da un vecchio ceppo di borghesia padana: con questa operazione sua intenzione era cogliere le suggestioni che sorgevano in primo luogo nel ceto imprenditoriale del Nord contro gli indirizzi prevalenti nel partito cattolico (si discuteva allora il problema dell'Eni e della privativa da affidare ad esso nelle ricerche petrolifere sul territorio nazionale), che avevano determinato un'inversione di rotta nella Confindustria con il succedere di Alighiero De Michelis alla Presidenza di Angelo Costa, in un arroventarsi di iniziative di chiaro segno politico per la difesa politica e sociale delle prerogative degli operatori economici privati.
Il liberismo di Malagodi aveva questo segno peculiare, che non poteva dirsi proprio della tradizione 'ideologica' liberale: sposare integralmente la causa dell'imprenditoria privata che storicamente non era mai stata conforme ad una prassi liberista, ma fin dalle origini del processo di industrializzazione era stata 'commista' alla protezione statale, in forme diverse, rispetto a cui le parziali riforme del periodo degasperiano avevano rappresentato non la negazione del liberismo ma un mutamento di segno dell'antico protezionismo e che naturalmente le prospettive di apertura a sinistra rendevano più concrete. Parte della stessa pubblicistica liberale sottolineava del resto queste contraddizioni, da posizioni che rimanevano liberiste - anzi einaudiane - come segnatamente faceva, per esempio, Ernesto Rossi in vari suoi scritti ma in particolare in 'I padroni del vapore'.
Nel corso della seconda metà degli anni Sessanta, con la formazione dei governi di centrosinistra il PLI fu progressivamente marginalizzato nel panorama politico italiano e andò incontro a un irreversibile declino elettorale, cui non pose fine nemmeno il ritorno dei liberali nella maggioranza con il secondo governo Andreotti (1972-1973), del quale Malagodi ricoprì la carica di ministro del tesoro.
In tale veste, per incentivare l'esodo dei super-burocrati e lasciare spazio a funzionari più giovani, Malagodi varò una serie di provvedimenti ad hoc, tra i quali le cosiddette "pensioni d'oro" Nel 1972 lasciò la segreteria politica del partito, ricoperta per quasi un ventennio, ad Agostino Bignardi, e fu eletto presidente. Si dimise dalla presidenza nel 1977, in contrasto con la linea politica impressa dal nuovo segretario Valerio Zanone, non ostile all'apertura a sinistra ed anzi fautore di un dialogo privilegiato proprio coi socialisti, nonché con le altre forze laiche o comunque non comuniste.
Senatore nelle legislature VIII, IX e X, fu presidente del Senato dal 22 aprile al 1º luglio 1987, eletto allora negli ultimi mesi della IX Legislatura interrotta con un anno di anticipo. Succedette, infatti, alla guida di Palazzo Madama ad Amintore Fanfani, chiamato dopo la caduta del secondo governo Craxi a presiedere un esecutivo di minoranza destinato a gestire gli affari correnti in attesa della costituzione di un nuovo parlamento a seguito delle elezioni.

## Curiosità
Intervenne nella disputa successiva ad un intervento di Dario Fo a Canzonissima nel 1962 sulla mafia, affermando in Parlamento che "Si insultava l'onore del popolo siciliano sostenendo l'esistenza di un'organizzazione criminale chiamata mafia." Certamente, va detto, un'opinione molto diffusa nelle istituzioni e nella cultura dell'Italia di allora, dove il fenomeno mafioso non era ancora stato compreso e accettato per quelle che erano i suoi risvolti sociali storici e politici concreti.
Nel 2014, il Partito Liberale Italiano aveva lanciato una petizione per intitolare a Roma una strada in onore di Giovanni Malagodi.